# ضد کمونیسم
ضد کمونیسم جنبشی است که برای مقابله با کمونیسم به وجود آمد. اولین بار ضد کمونیسم سازمان یافته پس از انقلاب اکتبر ۱۹۱۷ میلادی در روسیه ایجاد شد و در زمان جنگ سرد، هنگامی که ایالات متحده و اتحاد جماهیر شوروی درگیر رقابتی شدید بودند (رقابتی که از آن به عنوان جنگ سرد یاد می‌شود)، به ابعاد جهانی رسید. ضد کمونیسم، جنبشی است که بسیاری از موضع‌گیری‌های سیاسی مختلف را شامل می‌شود، از جمله دیدگاه‌های ملی گرایانه، سوسیال دموکرات، لیبرال، آزادی‌خواه، محافظه کار، فاشیست، سرمایه‌داری، آنارشیست و حتی دیدگاه‌های سوسیالیستی.
اولین سازمانی که به‌طور ویژه برای مقابله با کمونیسم به وجود آمد، ارتش سفید روسیه بود که در جنگ داخلی روسیه از سال ۱۹۱۸ علیه دولت کمونیستی که به تازگی تأسیس شده بود، جنگید. ارتش سفید توسط اتحادی از کشورها که برای مقابله با دولت کمونیستی کنار هم گرد آمده بودند پشتیبانی می‌شد که اولین نمونه ضد کمونیسم به عنوان یک سیاست دولتی بود. با این وجود، ارتش سرخ، نیروهای ارتش سفید را شکست داد و اتحاد شوروی در سال ۱۹۲۲ ایجاد شد. در دوره حیات اتحاد جماهیر شوروی، ضد کمونیسم به ویژگی مهم بسیاری از جنبش‌های مختلف سیاسی و دولت‌های سراسر جهان تبدیل شد.
در ایالات متحده، ضد کمونیسم از سال ۱۹۲۰–۱۹۱۹ اهمیت پیدا کرد. در دهه‌های ۱۹۲۰ و ۱۹۳۰، در اروپا ضد کمونیسم توسط محافظه کاران، سوسیال دموکرات‌ها، لیبرال‌ها و فاشیست‌ها ترویج یافت. دولت‌های فاشیستی به عنوان مخالفان اصلی کمونیسم در دهه ۱۹۳۰ میلادی پیمان ضد کمینترن را در سال ۱۹۳۶ به عنوان یک اتحاد ضد کمونیست تأسیس کردند.

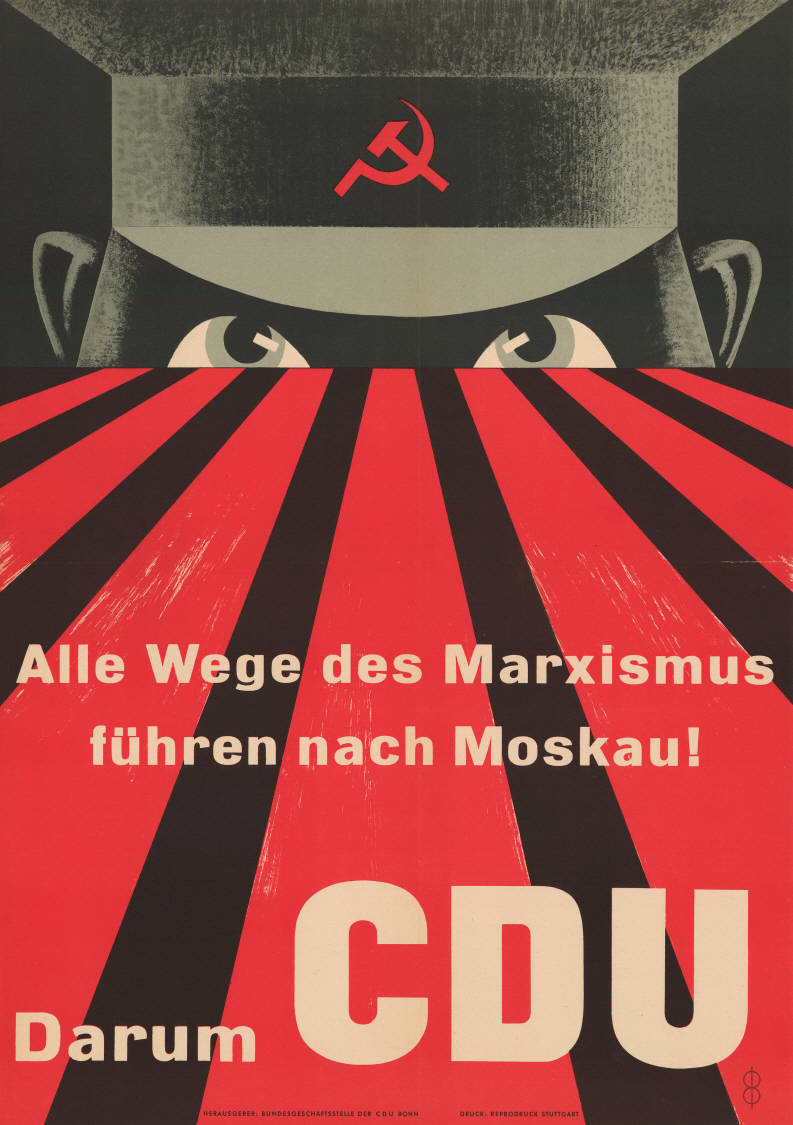
پوستر ضد کمونیستی در آلمان غربی، سال ۱۹۵۳

پس از جنگ جهانی دوم، فاشیسم به واسطه شکست نیروهای محور دیگر یک جنبش سیاسی عمده نبود. نیروهای پیروز که به نام متفقین شناخته می‌شدند ائتلافی بین‌المللی بود که رهبران اصلی آن ایالات متحده، انگلستان و اتحاد جماهیر شوروی رهبری بودند، اما پس از پایان جنگ این اتحاد به سرعت به دو اردوگاه مخالف تقسیم شد: در یک سو نیروهای کمونیستی به رهبری اتحاد جماهیر شوروی قرار داشتند و در سوی دیگر نیروهای سرمایه‌داری قرار داشتند که رهبری آن‌ها را ایالات متحده در دست داشت. رقابت میان این دو طرف به عنوان جنگ سرد شناخته شد و در طول این دوره دولت ایالات متحده نقش مهمی در حمایت از ضد کمونیسم جهانی به‌عنوان بخشی از سدنفوذ آن ایفا کرد. درگیری‌های نظامی زیادی در این دوره میان کمونیست‌ها و ضد کمونیست‌ها در نقاط مختلف جهان به وجود آمد که بعضی از مهم‌ترین آن‌ها جنگ داخلی چین، جنگ کره، جنگ ویتنام و جنگ شوروی-افغانستان بودند. ناتو نیز در این دوره به عنوان یک اتحاد نظامی ضد کمونیستی در سال ۱۹۴۹ تأسیس شد و در تمام طول جنگ سرد ادامه یافت.
با شروع انقلاب‌های ۱۹۸۹ و انحلال اتحاد جماهیر شوروی در سال ۱۹۹۱، بیشتر دولت‌های کمونیست جهان سرنگون شدند و جنگ سرد به پایان رسید. با این حال، ضد کمونیسم به عنوان یک عنصر مهم فکری در بسیاری از جنبش‌های سیاسی معاصر باقی مانده‌است و ضد کمونیسم سازمان یافته همچنان عاملی مهم در صف بندی داخلی کشورهایی مانند جمهوری خلق چین و دیگر کشورهایی است که هنوز هم تحت حکومت احزاب کمونیست قرار دارند.